# Llavea
Llavea is een monotypisch geslacht van varens uit de lintvarenfamilie (Pteridaceae). Het geslacht komt voor in Midden-Amerika (Mexico, Guatemala, Costa Rica).

## Kenmerken
Llavea cordifolia wordt gekenmerkt door gedeelde bladen met twee soorten bladslipjes. Onder aan de bladspil zitten de ovale steriele blaadjes, en aan de top lijnvormige, fertiele blaadjes. De sporenhoopjes zitten dicht opeengepakt op de onderzijde van de fertiele blaadjes en worden beschermd door de omgekrulde rand van deze blaadjes.

## Naamgeving enetymologie
- Synoniem: Botryogramma Fée (1852), Ceratodactylis J. Smith (1839)

De botanische naam Llavea is een eerbetoon aan de Mexicaanse natuuronderzoeker Pablo de la Llave (1773-1833).

## Taxonomie
Het geslacht werd vroeger wel tot de aparte familie Llaveaceae gerekend. Het is door Smith et al. (2006) in de familie Pteridaceae geplaatst.
Het geslacht is monotypisch: het omvat s
één soort.

### Soortenlijst
- Llavea cordifolia Lag. (1816) (Midden-Amerika)

L. cordifolia